# Ajania
Ajania ist eine Pflanzengattung innerhalb der Familie der Korbblütler (Asteraceae). Die seit 2017 nur noch etwa 29 Arten sind hauptsächlich im gemäßigten Asien verbreitet.

## Beschreibung

### Vegetative Merkmale
Ajania-Arten sind ausdauernde krautige Pflanzen oder kleine Halbsträucher.
Die wechselständig angeordneten Laubblätter sind mehr oder weniger lang gestielt oder ungestielt. Die Blattspreiten sind gefiedert, handförmig geteilt, gesägt oder selten ganzrandig.

### Generative Merkmale
Die körbchenförmigen Blütenstände stehen selten einzeln, oder sie stehen in flach endenden, zymösen Gesamtblütenständen zusammen.
Im zylindrisch oder selten glockenförmigen Involucrum sind die Hüllblätter in vier oder fünf Reihen angeordnet. Die häutigen Hüllblätter besitzen einen weißen oder braunen Rand. Der Korbboden ist konvex bis kegelförmig. Spreublätter fehlen.
In den scheibenförmigen Blütenkörben sind Zungen- und Röhrenblüten vorhanden. Die Blüten sind meist gelb oder selten purpurfarben. Die in einer Reihe angeordneten Zungenblüten (= Strahlenblüten) sind weiblich und fruchtbar. Ihre fünf Kronblätter sind meist zu einer schmalen, selten etwas breiten Röhre verwachsen und die Zunge endet in zwei oder drei, selten bis zu fünf Kronzähnen. Die vielen zwittrigen, fertilen Röhrenblüten (= Scheibenblüten) besitzen eine Kronröhre, die fünflappig endet. Die an ihrer Basis stumpfen Staubbeutel besitzen am oberen Ende lanzettliche Fortsätze. Die zwei Griffeläste sind linealisch mit gestutzten oberen Ende.
Die verkehrt-eiförmigen Achänen weisen vier bis sechs Rippen oder Rillen auf. Ein Pappus fehlt.

## Systematik und Verbreitung
Der Gattungsname Ajania ist nach dem Ort Ajan in der russischen Region Chabarowsk in Russlands Fernen Osten benannt, dies war ein wichtiger Hafen an der Küste des Ochotskischen Meeres.
Die Gattung Ajania wurde 1955 durch Petr Petrovich Poljakov in Botanicheskie Materialy Gerbariia Botanicheskogo Instituta imeni V. L. Komarova Akademii Nauk SSSR, 17, Seite 419 aufgestellt. Ein Synonym für Ajania Poljakov ist Phaeostigma Muldashev.
Die Gattung Ajania gehört zur Untertribus Artemisiinae aus der Tribus Anthemideae in der Unterfamilie Asteroideae innerhalb der Familie Asteraceae. Die Gattung Ajania steht einigen anderen Gattungen sehr nahe, insbesondere der Gattung Chrysanthemum. Natürliche wie künstliche Kreuzungen von Arten auch über Gattungsgrenzen hinweg (so mit Chrysanthemum) stellten die Abgrenzung der Gattung und ihrer verwandten Gattungen wiederholt in Frage. Bereits 2004 wurde vorgeschlagen, die Gattung Ajania mit den Gattungen Chrysanthemum, Arctanthemum und Phaeostigma zu vereinen. Molekulargenetische Untersuchungen stützten dies (mit Ausnahme von Phaeostigma), neueren Untersuchungen zufolge bilden einige Ajania-Arten eine Klade gemeinsam mit den Chrysanthemum, Ophistopappus und Elachanthemum, diese Arten wurden in die Gattung Chrysanthemum gestellt. Aber die Arten der Klade, die Artemisia am nächsten stehen in die Gattung Ajania zu stellen.
Die Gattung Ajania ist hauptsächlich in gemäßigten Gebieten Asiens verbreitet (Zentralasien, Himalaya, China, Korea, Mongolei, Russland, Japan). In China kommen bis auf eine Art, alle Arten vor, etwa 19 davon nur dort.
Die Gattung Ajania enthielt 34 bis 35 Arten und umfasst seit 2017 nur noch etwa 29 Arten:
- Ajania achilleoides (Turcz.) Poljakov ex Grubov: Sie kommt in der Mongolei und in der Inneren Mongolei vor.[1]
- Ajania adenantha (Diels) Ling & Shih: Sie gedeiht an Berghängen und auf steinigen alpinen Matten in Höhenlagen von 3000 bis 3700 Metern in den chinesischen Provinzen Hebei sowie nordwestlichen Yunnan (nur in Lijiang).[1]
- Ajania alabasica H.C.Fu: Dieser Endemit gedeiht an felsigen Hängen nur im Vorderen Otog-Banner in der südlichen Inneren Mongolei.[1]
- Ajania amphiseriacea (Hand.-Mazz.) C.Shih: Dieser Endemit gedeiht an Berghängen in Höhenlagen von 1700 bis 2300 Metern in Sichuan nur in Kangding sowie Tianquan.[1]
- Ajania brachyantha C.Shih: Dieser Endemit gedeiht an Berghängen in Höhenlagen von 3500 bis 3600 Metern in Tibet nur in Nyêmo.[1]
- Ajania breviloba (Franch. ex Hand.-Mazz.) Y.Ling & C.Shih: Sie gedeiht auf Lichtungen in Wäldern und an steinigen Standorten an Berghängen in Höhenlagen von 2800 bis 4100 Metern in den chinesischen Provinzen Hubei, Jilin, Shaanxi sowie Yunnan.[1]
- Ajania elegantula (W.W.Sm.) C.Shih: Sie ist nur von der Typusaufsammlung aus Yunnan bekannt.[1]
- Ajania fastigiata (C.Winkl.) Poljakov: Sie kommt in Kasachstan, Afghanistan und im autonomen Gebiet Xinjiang vor.[1]
- Ajania fruticulosa (Ledeb.) Poljakov: Sie gedeiht im Himalaya sowie Karakorum und ist in Kasachstan, Turkmenistan, Sibirien, Afghanistan, Iran, Pakistan (Baluchistan), in der Mongolei, in der Inneren Mongolei, Tibet und in den chinesischen Provinzen Gansu, Jiangsu, Qinghai, Shaanxi sowie in Xinjiang verbreitet.[1][4]
- Ajania gracilis (Hook. f. & Thomson) Poljakov: Sie kommt in Kirgisistan, Tadschikistan (im Pamir), in Tibet und Ningxia vor.[1]
- Ajania hypoleuca Y.Ling: Sie gedeiht an Straßenrändern in Höhenlagen von 600–700 Metern in den chinesischen Provinzen Gansu sowie Sichuan.[1]
- Ajania khartensis (Dunn) C.Shih: Sie kommt im nördlichen Indien, in Tibet, in der Inneren Mongolei und in den chinesischen Provinzen Gansu, Ningxia, Qinghai, Sichuan sowie Yunnan vor.[1]
- Ajania latifolia C.Shih: Sie gedeiht an Berghängen in Höhenlagen von etwa 3100 Metern nur in Sichuan.[1]
- Ajania myriantha (Franch.) Ling ex C.Shih: Sie kommt in Bhutan, Tibet und in den chinesischen Provinzen Gansu, Hubei, Qinghai, Sichuan sowie Yunnan vor.[1]
- Ajania nematoloba (Hand.-Mazz.) Y.Ling & C.Shih: Sie gedeiht an Berghängen in Höhenlagen von 1700 bis 2300 Metern in der Inneren Mongolei und in den chinesischen Provinzen Gansu sowie Qinghai.[1]
- Ajania nitida C.Shih: Sie gedeiht an trockenen Berghängen in Höhenlagen von etwa 3900 Metern nur in Sichuan.[1]
- Ajania nubigena (Wall.) C.Shih: Sie kommt in Indien, Bhutan, Nepal, Tibet (nur Gyirong) und in den chinesischen Provinzen Gansu, Sichuan sowie Yunnan vor.[1]
- Ajania pallasiana (Fisch. ex Besser) Poljakov: Sie kommt in Russland, in der Mongolei, in Korea und in den chinesischen Provinzen Gansu, Heilongjiang, Jilin, Liaoning sowie Shaanxi vor.[1]
- Ajania parviflora (Gruming) Ling: Sie kommt in der Mongolei, in der Inneren Mongolei und in den chinesischen Provinzen Hebei sowie Shanxi vor.[1]
- Ajania potaninii (Krasch.) Poljakov (Syn.: Ajania dentata X.D.Cui): Sie gedeiht an Berghängen, auf Hügeln, in Wäldern und in Flusstälern in Höhenlagen von 2000 bis 2300 Metern in den chinesischen Provinzen Gansu, Shaanxi sowie Sichuan.[1]
- Ajania przewalskii Poljakov: Sie gedeiht auf Grasland, an Waldrändern und auf Felsen in Höhenlagen von 2800 bis 4500 Metern in der Inneren Mongolei und in den chinesischen Provinzen Gansu, Ningxia, Qinghai sowie Sichuan.[1]
- Ajania remotipinna (Hand.-Mazz.) Y.Ling & C.Shih: Sie gedeiht an Berghängen in Höhenlagen von 200 bis 3800 Metern in Tibet und in den chinesischen Provinzen Gansu, Shaanxi, Shanxi sowie Sichuan.[1]
- Ajania scharnhorstii (Regel & Schmalh.) Tzvelev: Sie gedeiht in Felsspalten an Berghängen, Kalksteinschutthalden und im Dickicht in Höhenlagen von 3900 bis 5100 Metern in Tibet und in den chinesischen Provinzen Gansu, Qinghai sowie in Xinjiang nur im zentralen Tian Shan.[1]
- Ajania sericea C.Shih: Dieser Endemit kommt nur in Eryuan in Yunnan vor.[1]
- Ajania shiwogiku (Kitam.) K.Bremer & Humphries (Syn.: Chrysanthemum shiwogiku Kitam., Dendranthema shiwogiku (Kitam.) Kitam.)[8]: Sie kommt in Japan vor.
- Ajania tenuifolia Tzvelev (Syn.: Ajania roborowskii Muldashev): Sie gedeiht auf Wiesen an Berghängen in Höhenlagen von 2200 bis 4600 Metern in Tibet und in den chinesischen Provinzen Gansu, Jiangsu, Qinghai, Sichuan sowie Yunnan.[1]
- Ajania trifida (Turczaninow) Muldashev: Sie kommt in der Mongolei und in der Inneren Mongolei vor.[1]
- Ajania trilobata Poljakov ex Tzvelev: Dieser Endemit gedeiht in Felsspalten entlang von Fließgewässern nur in Xinjiang nur im zentralen Tian Shan.[1]
- Ajania tripinnatisecta Y.Ling & C.Shih: Dieser Endemit gedeiht an Berghängen in Höhenlagen von 3200 bis 3300 Metern nur in Hongyuan in Sichuan.[1]
- Ajania truncata (Hand.-Mazz.) Ling ex C.Shih: Dieser Endemit gedeiht an Ufern von Fließgewässern, an Hängen und auf Brachland in Höhenlagen von 1900 bis 2100 Metern nur in Jinchuan in Sichuan.[1]

Nicht mehr zur Gattung Ajania gehören:
- Ajania pacifica (Nakai) K.Bremer & Humphries → Chrysanthemum pacificum Nakai[5][6]

In die reaktivierte Gattung Phaeostigma Muldashev ausgegliedert wurden 2017 die sechs Arten:
- Ajania purpurea C.Shih → Phaeostigma purpureum (C.Shih) Huang et al.: Sie gedeiht auf alpinen Matten, im Dickicht und auf Schotterhügeln in Höhenlagen von 4800 bis 5300 Metern in Tibet.[1]
- Ajania quercifolia (W.W.Sm.) Y.Ling & C.Shih → Phaeostigma quercifolium (W. W.Sm.) Muldashev:[8] Sie gedeiht im Unterwuchs von Wäldern und im Dickicht in Höhenlagen von 3200 bis 3900 Metern in den chinesischen Provinzen Sichuan sowie Yunnan.[1]
- Ajania ramosa (C.C.Chang) C.Shih → Phaeostigma ramosum (C.C.Chang) Huang et al.: Sie gedeiht an Berghängen und in Flusstälern in Höhenlagen von 2900 bis 4600 Metern in Tibet und in den chinesischen Provinzen Hubei, Shaanxi sowie Sichuan.[1]
- Ajania salicifolia Poljakov → Phaeostigma salicifolium (Mattf.) Muldashev:[8] Sie gedeiht an Berghängen in Höhenlagen von 2600 bis 4600 Metern in den chinesischen Provinzen Gansu, Qinghai, Shaanxi sowie Sichuan.[1]
- Ajania tibetica (Hook. f. & Thomson) Tzvelev → Phaeostigma tibeticum (Hook. f. & Thomson) Huang et al.: Sie kommt in Kasachstan, Indien, Pakistan, Tibet und Sichuan vor.[1][4]
- Ajania variifolia (C.C.Chang) Tzvelev → Phaeostigma variifolium (C. C.Chang) Muldashev:[8] Sie kommt in Russland, Korea und in den chinesischen Provinzen Heilongjiang, Hubei sowie Shaanxi vor. Sie wird als Heilpflanze verwendet.[1]